# Moldovenești
Moldovenești (früher Varfalău; ungarisch Várfalva, deutsch Burgdorf) ist eine Gemeinde im Kreis Cluj in der Region Siebenbürgen in Rumänien.

## Name
Die Siedlung trug ursprünglich den ungarischen Namen Várfalva, von dem die rumänische Form Varfalău abgewandelt wurde. Nach dem Ersten Weltkrieg wurde das Dorf nach dem hier geborenen Ioan Micu Moldovan benannt.

## Lage
Moldovenești liegt im Westen Siebenbürgens am nordöstlichen Rand des Trascău-Gebirges etwa an der Stelle, an der der Fluss Arieș das Gebirge verlässt. Die nächstgelegene größere Stadt ist Turda (etwa 15 km nordöstlich).

## Geschichte
Der Ort und die nahegelegene ehemalige Burg Castrum Torda wurden 1075 erstmals urkundlich erwähnt. Damit soll Moldovenești die älteste bezeugte Siedlung in Siebenbürgen sein.
Die Burg entstand an der Stelle einer römischen Wehranlage, die u. a. den Transport des im Apuseni-Gebirge (Alburnus Maior) gewonnenen Goldes im Tal des Arieș zu überwachen hatte.
Um das Jahr 1285 wurde der Ort von Tataren zerstört, anschließend jedoch wieder aufgebaut.
In der Nähe von Moldovenești wurden 57 Gräber aus der Arpadenzeit entdeckt.

## Bevölkerung
Der Ort im engeren Sinne hatte 2002 1242 Einwohner. Etwa 2500 weitere Bewohner der Gemeinde leben in den eingemeindeten Dörfern. In Moldovenești selbst bezeichneten sich 2002 73 % der Bürger als Ungarn; die übrigen sind Rumänen und Roma.

## Städtepartnerschaften
Moldovenești pflegt Partnerschaften mit den ungarischen Ortschaften Sárkeresztes, Csókakő, Farmos, Balatonakali und Kisbágyon.

## Verkehr
Moldovenești liegt wenige hundert Meter abseits der Nationalstraße 75 von Turda nach Ștei.
Die von Turda nach Abrud führende Kleinbahn wurde Ende der 1990er Jahre stillgelegt. Seitdem liegt der nächste Bahnhof ca. 20 km entfernt an der Bahnstrecke Cluj Napoca–Războieni.

## Sehenswürdigkeiten
Neben der erwähnten Burg (von der nur noch geringe Reste sichtbar sind) ist die heute unitarische Kirche erwähnenswert, die um 1300 erbaut wurde.
Das eingemeindete Dorf Pietroasa ist Ausgangspunkt zum 1129 m hohen Berg „Piatra Secuiului“ oder auch „Colții Trascăului“ genannt (⊙) – eine  Erhebungen im Trascău-Gebirge.

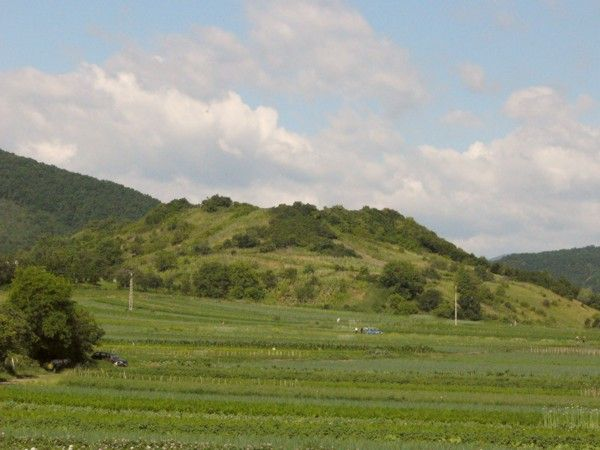
Burgberg
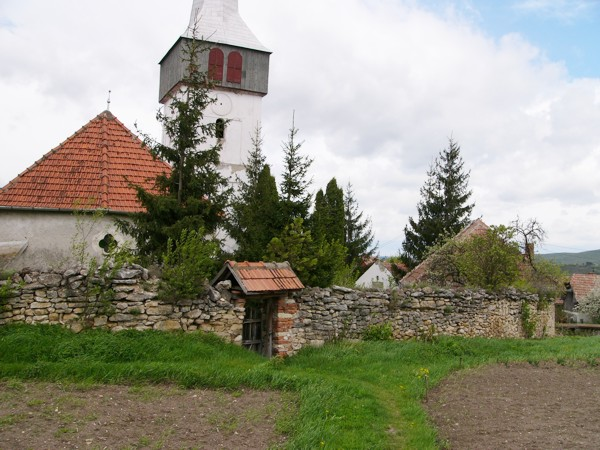
Unitarische Kirche
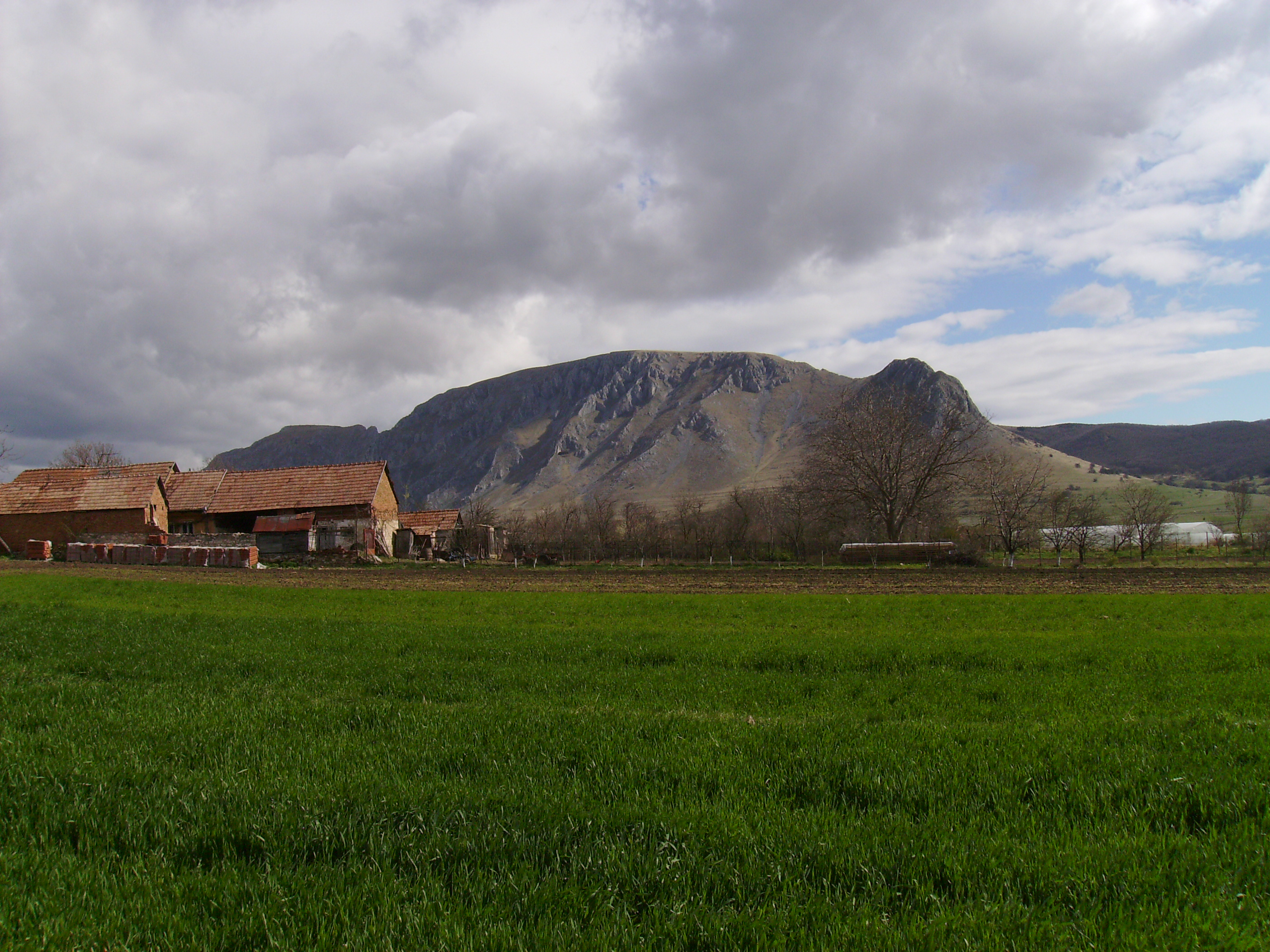
Berg Piatra Secuiului

## Persönlichkeiten
- Ioan Micu Moldovan (1833–1915), Historiker, Theologe und Volkskundler[6]
- Márton Pálffi (1873–1936), ungarisch-siebenbürgischer Übersetzer, Hochschullehrer und Schriftsteller